# Lonatura ventralis
Lonatura ventralis är en insektsart som beskrevs av Van Duzee 1923. Lonatura ventralis ingår i släktet Lonatura och familjen dvärgstritar. Inga underarter finns listade i Catalogue of Life.